# Минасян, Мкртич Акопович
Мкртич Ако́пович Минася́н (арм. Մկրտիչ Մինասյան, 2 января 1946, село Аревик, Ахурянский район) — армянский государственный деятель.

## Биография
- 1966—1971 — Ереванский политехнический институт. Инженер-электромеханик. Действительный член Инженерной академии Армении. Награжден юбилейной медалью В.И. Ленина (1970).
- 1964—1980 — работал на Ереванской ТЭЦ слесарем, мастером, старшим инженером, секретарем парткома, в 1974—1980 — освобождённый секретарь парткома.
- 1980—1987 — был инструктором, заведующим сектором промышленного отдела ЦК КПА.
- 1987—1988 — второй секретарь Орджоникидзевского райкома КПА г. Еревана, а в 1988—1991 — первый секретарь.
- 1991—1993 — первый заместитель председателя Эребунийского райисполкома, а в 1993—1996 — председатель.
- С 1996 — начальник Советского территориального отдела мэрии г. Еревана.
- 1996—2002 — был главой общины Нор-Норк г. Еревана.
- 2003—2007 — депутат парламента. Член постоянной комиссии по вопросам науки, образования, культуры и молодёжи. Член партии «РПА».
- 12 мая 2007 — избран депутатом парламента. Заместитель председателя комиссии по социальным вопросам, по вопросам здравоохранения и охраны природы. Член партии «РПА».